# Mistrzostwa Europy U-17 w Piłce Nożnej 2015
Mistrzostwa Europy U-17 w Piłce Nożnej 2015 – turniej o mistrzostwo Europy piłkarzy do lat 17. 20 marca 2012 obradujący w Stambule Komitet Wykonawczy UEFA ogłosił wybór gospodarzy edycji turnieju w latach 2014, 2015 oraz 2016. Gospodarzem mistrzostw w 2015 roku została wybrana Bułgaria.
Od tej edycji turniej powraca do szesnasto zespołowego formatu rozgrywek, który był wykorzystywany podczas inauguracyjnej edycji w 2002 roku, a także wcześniej w erze mistrzostw do lat 16. Prawo występu w turnieju mieli jedynie zawodnicy urodzeni po 1 stycznia 1998 roku. Najlepsze 6 zespołów z tego turnieju uzyska prawo do reprezentowania strefy UEFA na Mistrzostwach Świata U-17 w Piłce Nożnej 2015, które odbędą się na przełomie października i listopada 2015 roku w Chile. Obrońcą mistrzowskiego tytułu z zeszłego roku jest reprezentacja Anglii.

## Uczestnicy
Bułgaria jako gospodarz miała zagwarantowany udział w turnieju. Pozostałe drużyny zostaną wyłonione w trakcie eliminacji.
| Drużyna        | Sposób kwalifikacji               | Najlepszy wynik          |
| -------------- | --------------------------------- | ------------------------ |
| Bułgaria U-17  | Gospodarz                         | Debiutant                |
| Francja U-17   | Runda elitarna grupa 1 zwycięzca  | Mistrzostwo (2004)       |
| Hiszpania U-17 | Runda elitarna grupa 1 2. miejsce | Mistrzostwo (2007, 2008) |
| Chorwacja U-17 | Runda elitarna grupa 2 zwycięzca  | 4. miejsce (2005)        |
| Belgia U-17    | Runda elitarna grupa 3 zwycięzca  | Półfinał (2007)          |
| Holandia U-17  | Runda elitarna grupa 3 2. miejsce | Mistrzostwo (2011, 2012) |
| Grecja U-17    | Runda elitarna grupa 4 zwycięzca  | Faza grupowa (2010)      |
| Irlandia U-17  | Runda elitarna grupa 4 2. miejsce | Faza grupowa (2008)      |
| Austria U-17   | Runda elitarna grupa 5 zwycięzca  | 3. miejsce (2003)        |
| Rosja U-17     | Runda elitarna grupa 5 2. miejsce | Mistrzostwo (2006, 2013) |
| Anglia U-17    | Runda elitarna grupa 6 zwycięzca  | Mistrzostwo (2010, 2014) |
| Słowenia U-17  | Runda elitarna grupa 6 2. miejsce | Faza grupowa (2012)      |
| Czechy U-17    | Runda elitarna grupa 7 zwycięzca  | 2. miejsce (2006)        |
| Szkocja U-17   | Runda elitarna grupa 7 2. miejsce | Półfinał (2014)          |
| Niemcy U-17    | Runda elitarna grupa 8 zwycięzca  | Mistrzostwo (2009)       |
| Włochy U-17    | Runda elitarna grupa 8 2. miejsce | 2. miejsce (2013)        |

Uwaga: Awans z drugiego miejsca przysługiwał 7. z 8. najlepszych drużyn z drugiego miejsca w grupach kwalifikacyjnych. W związku z czym awansu nie uzyskała reprezentacja z drugiego miejsca grupy drugiej, która została najniżej sklasyfikowana spośród drużyn które zajęły drugie miejsce.

## Losowanie
Losowanie grup turnieju finałowego odbyło się w miejscowości Pomorie w Bułgarii 2 kwietnia 2015 roku. 16 drużyn zostało rozlosowanych do 4 grup. Podczas losowania nie obowiązywały żadne rozstawienia, a jedyny wyjątek dotyczył reprezentacji Bułgarii, która jako gospodarz została przydzielona na 1. miejscu do grupy A.

## Stadiony
- Stadion Beroe, Stara Zagora (pojemność: 12 128)
- Stadion Hadżiego Dimityra, Sliwen (pojemność: 10 000)
- Stadion Łazur, Burgas (pojemność: 18 037)
- Arena Sozopol, Sozopol (pojemność: 3 000)

## Faza grupowa
Dwie najlepsze drużyny z każdej grupy w fazie grupowej uzyskały awans do ćwierćfinału.
W przypadku gdy dwie lub więcej drużyn zakończyły zmagania z taką samą liczbą punktów stosuje się następujące zasady dotyczące ustalenia ostatecznej kolejności:
1. Liczba punktów zdobytych przez drużyny w bezpośrednich meczach rozegranych między nimi;
2. Bilans bramek drużyn z uwzględnieniem meczów, które rozegrały one między sobą;
3. Liczba strzelonych bramek przez drużyny – również w meczach, które rozegrały między sobą;
4. Jeżeli po rozpatrzeniu punktów 1-3 dwie drużyny ciągle zajmują ex-aequo jedno miejsce, punkty 1) do 3) rozpatruje się ponownie dla tych dwóch drużyn, aby ostatecznie ustalić ich pozycje w grupie. Jeśli ta procedura nie wyłoni zwycięzcy, stosuje się po kolei punkty od 5 do 9;
5. Bilans bramek obu drużyn, z uwzględnieniem wszystkich meczów w grupie;
6. Liczba strzelonych bramek przez obie drużyny we wszystkich meczach w grupie;
7. zachowanie drużyn pod względem fair play (w finałach mistrzostw) 1 punkt za każdą żółtą kartkę, 3 punkty za czerwoną kartką (w przypadku otrzymania czerwonej kartki w konsekwencji dwóch napomnień drużynie przyznawane są wyłącznie 3 punkty za czerwoną kartkę). Wyżej sklasyfikowana zostaje drużyna, która zdobędzie mniej punktów;
8. losowanie.

Jeżeli dwie drużyny uzyskały tę samą liczbę punktów, tę samą liczbę bramek i w ostatnim meczu grupowym między tymi drużynami padł remis, kolejność tych drużyn rozstrzygają rzuty karne, pod warunkiem, że żadne inne drużyny nie uzyskały tej samej liczby punktów we wszystkich meczach grupowych. Jeżeli więcej niż dwie drużyny uzyska tę samą liczbę punktów, stosuje się wyżej wymienione kryteria.
Godziny rozpoczęcia meczów podano według strefy czasowej UTC+02:00.

### Grupa A
| Zespół         | Pkt | M | W | R | P | Br+ | Br− | +/− |
| -------------- | --- | - | - | - | - | --- | --- | --- |
| Chorwacja U-17 | 7   | 3 | 2 | 1 | 0 | 3   | 0   | +3  |
| Hiszpania U-17 | 5   | 3 | 1 | 2 | 0 | 3   | 2   | +1  |
| Austria U-17   | 2   | 3 | 0 | 2 | 1 | 2   | 3   | −1  |
| Bułgaria U-17  | 1   | 3 | 0 | 1 | 2 | 2   | 5   | −3  |

| 6 maja 2015 14:00 | Hiszpania U-17 · Aleñá 46' (k.) | 1–1Raport | Austria U-17 · Lovrić 62' | Stadion Łazur, Burgas Widzów: 1,180 Sędzia: Mads-Kristoffer Kristoffersen (Dania) |
|                   |                                 |           |                           |                                                                                   |

| 6 maja 2015 18:00 | Bułgaria U-17 | 0–2Raport | Chorwacja U-17 · Babić 24' · Blečić 80+3' | Stadion Beore, Stara Zagora Widzów: 10,640 Sędzia: Paweł Raczkowski (Polska) |
|                   |               |           |                                           |                                                                              |

| 9 maja 2015 12:00 | Chorwacja U-17 · Lovren 52' | 1–0Raport | Austria U-17 | Arena Sozopol, Sozopol Widzów: 1,732 Sędzia: Dumitru Muntean (Mołdawia) |
|                   |                             |           |              |                                                                         |

| 9 maja 2015 14:00 | Bułgaria U-17 · Jordanow 35' | 1–2Raport | Hiszpania U-17 · Zalazar 11' · Villalba 47' | Stadion Łazur, Burgas Widzów: 9,240 Sędzia: Marius Avram (Rumunia) |
|                   |                              |           |                                             |                                                                    |

| 12 maja 2015 16:00 | Austria U-17 · Filip 34' | 1–1Raport | Bułgaria U-17 · Jordanow 43' | Arena Sozopol, Sozopol Sędzia: Danilo Grujić (Serbia) |
|                    |                          |           |                              |                                                       |

| 12 maja 2015 16:00 | Chorwacja U-17 | 0–0Raport | Hiszpania U-17 | Stadion Hadżiego Dimityra, Sliwen Sędzia: Erik Lambrechts (Belgia) |
|                    |                |           |                |                                                                    |

### Grupa B
| Zespół        | Pkt | M | W | R | P | Br+ | Br− | +/− |
| ------------- | --- | - | - | - | - | --- | --- | --- |
| Niemcy U-17   | 9   | 3 | 3 | 0 | 0 | 7   | 0   | +7  |
| Belgia U-17   | 6   | 3 | 2 | 0 | 1 | 4   | 2   | +2  |
| Czechy U-17   | 3   | 3 | 1 | 0 | 2 | 1   | 7   | −6  |
| Słowenia U-17 | 0   | 3 | 0 | 0 | 3 | 0   | 3   | −3  |

| 6 maja 2015 15:00 | Czechy U-17 · Lingr 44' | 1–0Raport | Słowenia U-17 | Stadion Hadżiego Dimityra, Sliwen Widzów: 754 Sędzia: Marius Avram (Rumunia) |
|                   |                         |           |               |                                                                              |

| 6 maja 2015 18:00 | Belgia U-17 | 0–2Raport | Niemcy U-17 · Passlack 43' · Schmidt 46' | Stadion Łazur, Burgas Widzów: 612 Sędzia: Danilo Grujić (Serbia) |
|                   |             |           |                                          |                                                                  |

| 9 maja 2015 15:00 | Czechy U-17 | 0–3Raport | Belgia U-17 · Azzaoui 29', 75' (k.) · Van Vaerenbergh 78' | Arena Sozopol, Sozopol Widzów: 1,228 Sędzia: Mads-Kristoffer Kristoffersen (Dania) |
|                   |             |           |                                                           |                                                                                    |

| 9 maja 2015 18:00 | Słowenia U-17 | 0–1Raport | Niemcy U-17 · Eggestein 8' | Stadion Łazur, Burgas Widzów: 1,508 Sędzia: Adrien Jaccottet (Szwajcaria) |
|                   |               |           |                            |                                                                           |

| 12 maja 2015 18:00 | Niemcy U-17 · Passlack 10', 40+2' · Karakas 33' · Saglam 53' | 4–0Raport | Czechy U-17 | Stadion Beore, Stara Zagora Sędzia: Alan Mario Sant (Malta) |
|                    |                                                              |           |             |                                                             |

| 12 maja 2015 18:00 | Słowenia U-17 | 0–1Raport | Belgia U-17 · Van Vaerenbergh 80+3' | Stadion Łazur, Burgas Sędzia: Roy Reinshreiber (Izrael) |
|                    |               |           |                                     |                                                         |

### Grupa C
| Zespół       | Pkt | M | W | R | P | Br+ | Br− | +/− |
| ------------ | --- | - | - | - | - | --- | --- | --- |
| Francja U-17 | 9   | 3 | 3 | 0 | 0 | 7   | 0   | +7  |
| Rosja U-17   | 6   | 3 | 1 | 1 | 1 | 4   | 3   | +1  |
| Grecja U-17  | 3   | 3 | 1 | 1 | 1 | 3   | 3   | 0   |
| Szkocja U-17 | 0   | 3 | 0 | 0 | 3 | 0   | 8   | −8  |

| 7 maja 2015 15:00 | Grecja U-17 · Kirtzialidis 37' · Pavlidis 64' | 2–2Raport | Rosja U-17 · Pletnew 59' · Denisow 72' | Arena Sozopol, Sozopol Widzów: 2,000 Sędzia: Erik Lambrechts (Belgia) |
|                   |                                               |           |                                        |                                                                       |

| 7 maja 2015 16:00 | Szkocja U-17 | 0–5Raport | Francja U-17 · Ikone 18', 20' · Édouard 25' · Boutobba 35' · Doucoure 47' | Stadion Beore, Stara Zagora Widzów: 326 Sędzia: Alan Mario Sant (Malta) |
|                   |              |           |                                                                           |                                                                         |

| 10 maja 2015 15:00 | Rosja U-17 | 0–1Raport | Francja U-17 · Édouard 50' | Stadion Hadżiego Dimityra, Sliwen Widzów: 2,255 Sędzia: Danilo Grujić (Serbia) |
|                    |            |           |                            |                                                                                |

| 10 maja 2015 16:00 | Grecja U-17 · Pavlidis 39' | 1–0Raport | Szkocja U-17 | Arena Sozopol, Sozopol Widzów: 1,154 Sędzia: Paweł Raczkowski (Polska) |
|                    |                            |           |              |                                                                        |

| 13 maja 2015 16:00 | Francja U-17 · Rambaud 80+4' | 1–0Raport | Grecja U-17 | Arena Sozopol, Sozopol Sędzia: Adrien Jaccottet (Szwajcaria) |
|                    |                              |           |             |                                                              |

| 13 maja 2015 16:00 | Rosja U-17 · Denisow 52' · Pletnew 65' | 2–0Raport | Szkocja U-17 | Stadion Hadżiego Dimityra, Sliwen Sędzia: Dumitru Muntean (Mołdawia) |
|                    |                                        |           |              |                                                                      |

### Grupa D
| Zespół        | Pkt | M | W | R | P | Br+ | Br− | +/− |
| ------------- | --- | - | - | - | - | --- | --- | --- |
| Anglia U-17   | 7   | 3 | 2 | 1 | 0 | 3   | 1   | +2  |
| Włochy U-17   | 4   | 3 | 1 | 1 | 1 | 3   | 2   | +1  |
| Holandia U-17 | 3   | 3 | 0 | 3 | 0 | 2   | 2   | 0   |
| Irlandia U-17 | 1   | 3 | 0 | 1 | 2 | 0   | 3   | −3  |

| 7 maja 2015 12:00 | Irlandia U-17 | 0–0Raport | Holandia U-17 | Arena Sozopol, Sozopol Widzów: 1,500 Sędzia: Dumitru Muntean (Mołdawia) |
|                   |               |           |               |                                                                         |

| 7 maja 2015 18:00 | Włochy U-17 | 0–1Raport | Anglia U-17 · Edwards 47' | Stadion Łazur, Burgas Widzów: 2,530 Sędzia: Adrien Jaccottet (Szwajcaria) |
|                   |             |           |                           |                                                                           |

| 10 maja 2015 15:00 | Irlandia U-17 | 0–2Raport | Włochy U-17 · Lo Faso 9' · Mazzocchi 56' | Stadion Beore, Stara Zagora Widzów: 573 Sędzia: Roy Reinshreiber (Izrael) |
|                    |               |           |                                          |                                                                           |

| 10 maja 2015 19:00 | Holandia U-17 · Boultam 56' (k.) | 1–1Raport | Anglia U-17 · Fosu-Mensah 18' (sam.) | Stadion Beore, Stara Zagora Widzów: 1,063 Sędzia: Erik Lambrechts (Belgia) |
|                    |                                  |           |                                      |                                                                            |

| 13 maja 2015 18:00 | Anglia U-17 · Edwards 71' | 1–0Raport | Irlandia U-17 | Stadion Beore, Stara Zagora Sędzia: Paweł Raczkowski (Polska) |
|                    |                           |           |               |                                                               |

| 13 maja 2015 18:00 | Holandia U-17 · Giraudo 63' (sam.) | 1–1Raport | Włochy U-17 · Cutrone 6' | Stadion Łazur, Burgas Sędzia: Mads-Kristoffer Kristoffersen (Dania) |
|                    |                                    |           |                          |                                                                     |

## Faza pucharowa
Podczas fazy pucharowej w przypadku remisu podczas regulaminowych 80 minut czasu gry o awansie do kolejnej rundy decydowały rzuty karne (dogrywka nie była rozgrywana na tym turnieju).

### Ćwierćfinały
| 15 maja 2015 15:00             | Chorwacja U-17 · Majić 34' | 1–1 k. 3–5Raport                                          | Belgia U-17 · Azzaoui 53' | Stadion Łazur, Burgas Sędzia: Marius Avram (Rumunia) |
|                                |                            |                                                           |                           |                                                      |
|                                |                            | Rzuty karne                                               |                           |                                                      |
| Moro · Brekalo · Lovren · Sosa |                            | Janssens · Van Vaerenbergh · Daneels · Ademoglu · Azzaoui |                           |                                                      |

| 15 maja 2015 18:00              | Niemcy U-17 | 0–0 k. 4–2Raport                  | Hiszpania U-17 | Stadion Beore, Stara Zagora Sędzia: Roy Reinshreiber (Izrael) |
|                                 |             |                                   |                |                                                               |
|                                 |             | Rzuty karne                       |                |                                                               |
| Gül · Janelt · Passlack · Özcan |             | Pepelu · Olmo · Aleñá · Rodríguez |                |                                                               |

| 16 maja 2015 15:00 | Anglia U-17 | 0−1Raport | Rosja U-17 · Tatayev 29' | Stadion Łazur, Burgas Sędzia: Alan Mario Sant (Malta) |
|                    |             |           |                          |                                                       |

| 16 maja 2015 18:00 | Francja U-17 · Édouard 5', 72' · Ikone 53' | 3−0Raport | Włochy U-17 | Stadion Beore, Stara Zagora Sędzia: Danilo Grujić (Serbia) |
|                    |                                            |           |             |                                                            |

### Baraże o udział w Mistrzostwach Świata
Zwycięzcy meczów barażowych wezmą udział w Mistrzostwach Świata U-17 w Piłce Nożnej 2015.
| 19 maja 2015 15:00 | Chorwacja U-17 · Moro 15' | 1–0Raport | Włochy U-17 | Arena Sozopol, Sozopol Sędzia: Mads-Kristoffer Kristoffersen (Dania) |
|                    |                           |           |             |                                                                      |

| 19 maja 2015 15:00                | Hiszpania U-17 | 0–0 k. 3–5Raport                            | Anglia U-17 | Stadion Hadżiego Dimityra, Sliwen Sędzia: Dumitri Muntean (Mołdawia) |
|                                   |                |                                             |             |                                                                      |
|                                   |                | Rzuty karne                                 |             |                                                                      |
| Pepelu · Olmo · Villalba · Martín |                | Edwards · Ugbo · Willock · Oxford · Suliman |             |                                                                      |

### Półfinały
| 19 maja 2015 15:00                                        | Belgia U-17 · Seigers 52' | 1–1 k. 1–2Raport                              | Francja U-17 · Édouard 23' | Stadion Łazur, Burgas Sędzia: Adrien Jaccottet (Szwajcaria) |
|                                                           |                           |                                               |                            |                                                             |
|                                                           |                           | Rzuty karne                                   |                            |                                                             |
| Janssens · Van Vaerenbergh · Daneels · Ademoglu · Azzaoui |                           | Janvier · Cognat · Pelican · Zidane · Édouard |                            |                                                             |

| 19 maja 2015 18:00 | Niemcy U-17 · Serra 68' | 1–0Raport | Rosja U-17 | Stadion Beore, Stara Zagora Sędzia: Marius Avram (Rumunia) |
|                    |                         |           |            |                                                            |

### Finał
| 22 maja 2015 19:00 | Francja U-17 · Édouard 40', 47', 70' · Gül 80+3' (sam.) | 4–1Raport | Niemcy U-17 · Karakas 50' | Stadion Łazur, Burgas Sędzia: Paweł Raczkowski (Polska) |
|                    |                                                         |           |                           |                                                         |